# NTVニュース
『NTVニュース』（エヌティーヴィーニュース）とは、日本テレビで放送されていた報道番組である。

## 概要
日本テレビが開局してからしばらくの間は、昼12:30からと（のちに12:00から放送）夕方17:30から放送されていた。その後、1957年に早朝放送が開始されると朝7:00からの枠も設けられ、アメリカ・NBCの番組『トゥデイ』を参考に日本初の時刻表示を行うようになった。
ニュースネットワーク「NNN」設立後は、関東ローカルスポットニュースの番組タイトルとして1980年代まで使われていた。
映像素材は、3社ニュースが35mmフィルムを使っていたのに対し、取材時の機動力重視で当時のNHKニュース同様の16mmフィルムを使用した。ニュースフィルムの現像は東京光音研究所（現在：東京光音）に委託されていた。またフィルムニュースの特徴を生かすべく、取材の際には「絵にならないものは敬遠する」方針が採られていた。